# 南部麒次郎
南部 麒次郎（なんぶ きじろう、1869年4月2日（明治2年2月21日） - 1949年（昭和24年）5月1日）は、日本の陸軍軍人、銃器開発者。東京砲兵工廠提理、南部銃製造所創設者。階級勲等は陸軍中将勲二等。工学博士。
明治末期、大正、昭和にかけて銃器開発で活躍した日本陸軍技術将校である。日本の警察が制式採用する拳銃ニューナンブM60や、明治時代の傑作軍用小銃と評価される三八式歩兵銃などにその名を残す。

## 生涯

### 生い立ち
肥前鍋島藩の士族、砲術家の南部春雍の二男として生まれる。母親は幼少の時に亡くなり、実家も大変貧乏だったため10歳で商家に奉公に出される。苦労を重ねた後、佐賀中学、干城学校を経て、陸軍士官学校合格（2期）。砲兵科に配属され、その頃から武器や兵器の研究を行う。

### 銃器開発

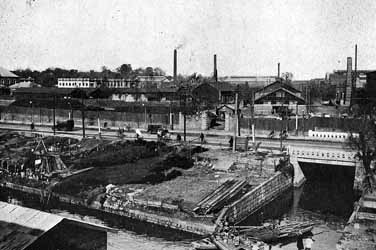
南部が勤務した東京砲兵工廠（1930年（昭和5年）当時）

後に軍部から技術者と認められ、1897年（明治30年）、28歳の時に東京砲兵工廠製造所に配属、当時所長であった有坂成章の部下となり三十年式歩兵銃の開発に際しては有坂らとともに研究を行っている。
その後、東京砲兵工廠製造所の所長となった麒次郎は、その頃提起されていたそれまで陸軍で使用されていた二十六年式拳銃の後継銃の開発計画に際して、1902年（明治35年）に南部大型自動拳銃を完成させた。小型のものも開発され、1907年（明治40年）には大型と小型双方についての予備試験から採用試験までが実施され優秀な性能をみせたが、当時の陸軍大臣であった寺内正毅は複雑すぎる構造と高い製造コストから不適切と判断し、本銃の採用を見送った。南部大型自動拳銃はその後に海軍陸戦隊に採用され、小型はいわゆる「恩賜の拳銃」や民間用に市販された。

### 十四年式自動拳銃の開発に協力
南部大型自動拳銃の採用が頓挫したあと、陸軍内では新型拳銃の開発は長期間にわたって進まなかった。世界各国では次々に自動式拳銃を開発する中、麒次郎は積極的に海外視察を行い、各国が開発する新型拳銃を参考にした研究を始めていた。そして外国の優れたオートマチック式の拳銃に感嘆し、彼が帰国した1922年（大正11年）から、南部の助言のもと、新たにオートマチック式を取り入れた新型拳銃の開発が名古屋造兵廠で進められていった。
関東大震災でそれまで試作していた銃や図面が燃えるなどの事故もあったが、数回の設計変更や試作を行った結果、1924年（大正13年）、十四年式自動拳銃が完成した。翌年には陸軍から一四年式拳銃として仮制式採用となり、この拳銃はまず砲兵将校や騎兵将校の主武装として採用された。その生産は南部がのちに設立する「中央工業」（後述）のほかに名古屋造兵廠、東京造兵廠、小倉造兵廠で行われ、外形の変更などの小改良や生産工程の簡略化などを行いつつ終戦まで生産され、陸軍の主力拳銃として使用された。

### 南部銃製造所の設立

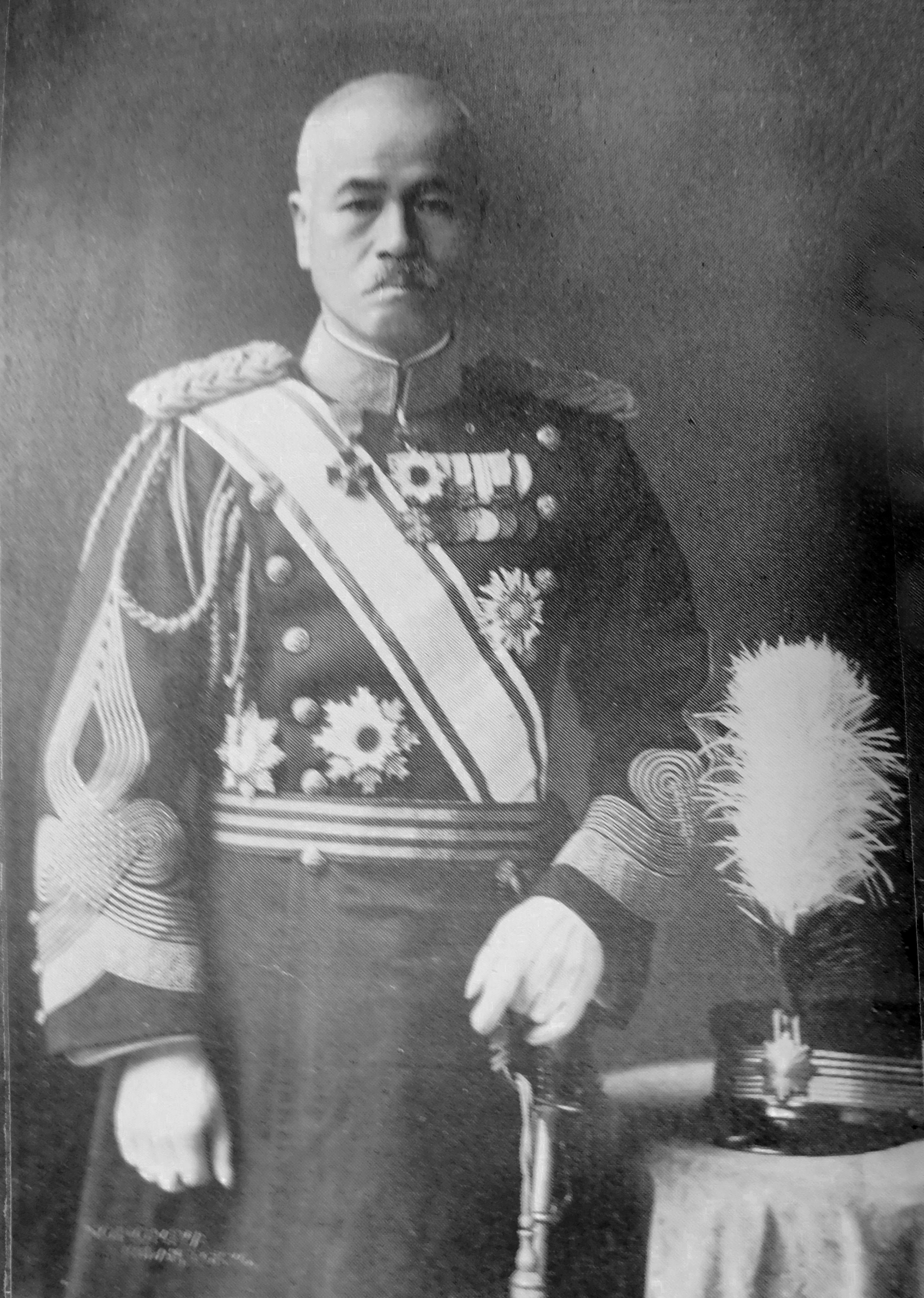
南部麒次郎

1922年（大正11年）に東京砲兵工廠提理（事実上の最高責任者）となったのち、陸軍中将に昇進。翌1923年（大正12年）には造兵廠火工廠長、陸軍科学研究所所長も兼任する。その後陸軍を退役し、東京砲兵工廠製造所からも退いた南部麒次郎は大倉財閥から資本金を集め、1925年（大正14年）に大倉財閥系の企業として「南部銃製造所」を設立した。ここで彼は数学が得意なことから自らも工場経営に能力を発揮し、独自に開発した武器の海外輸出を行うなどしている。この製造所は1936年（昭和11年）には別の銃器製造所である「昭和製作所」及び同じ大倉財閥系の「大成工業」の2社との合併を行い、社名も「中央工業」となった。
会社の設立後、陸軍からは十四年式拳銃よりも小型な拳銃を要望する声が多くなり、後に十四年式拳銃と同じ実包を使用した九四式拳銃を開発し陸軍に採用されている。中央工業はその後も拳銃に限らず、機関銃や自動小銃などの研究開発を行い、三八式小銃や九九式軽機関銃等の製造にも携わっている。

### その後
その後も南部麒次郎は時代の流れを捉えるように拳銃の他にも機関銃などの研究も行い、1931年（昭和6年）には機関短銃を開発、1934年（昭和9年）には数回の改修を得た後に2種類の機関短銃を製作、後に一〇〇式機関短銃を開発し、太平洋戦争の後期に採用されている。
生涯を銃器開発に捧げ、盛んに射撃音に晒されたため、晩年はほとんど聴力を失っていた。同じく銃器開発者のミハイル・カラシニコフにも同様の症状が出ている。
1949年（昭和24年）5月、80歳で死去。墓所は品川区の妙蓮寺。
終戦後、中央工業は一切の武器の製造を禁止され、会社も閉鎖状態に追い込まれるが、1946年（昭和21年）1月、GHQにより警察官等の一部の治安関係者に限り拳銃の使用が許可されたため、1952年（昭和27年）、中央工業は新中央工業株式会社として復活し、主に保安隊や米軍軍用機の機関銃・機関砲の整備等を主な業務として事業の再展開を開始した。同社は後にミネベアに合併された。
その後、1953年（昭和28年）に麒次郎自身が戦時中に書いていたとされる自伝が刊行されている。起伏に富んだその波乱の生涯、国や大倉財閥とのパイプ作りを成し遂げた胆力などから「政商」として南部を捉える見方も多い。

## 開発歴
- 1902年（明治35年） - 三十五年式海軍銃、三十年式歩兵銃の欠点を修正
- 1905年（明治38年） - 三八式歩兵銃、三十年式歩兵銃の欠点を修正
- 1907年（明治40年） - 南部大型自動拳銃
- 1914年（大正3年） - 三年式機関銃、開発の功績により勲二等瑞宝章授与
- 1922年（大正11年） - 十一年式軽機関銃
- 1934年（昭和9年） - 九四式拳銃
- 1935年（昭和10年） - 南部式機関短銃

## 栄典
位階
- 1892年（明治25年）7月6日 - 正八位[3]
- 1897年（明治30年）12月15日 - 正七位[4]
- 1918年（大正7年）8月30日 - 正五位[5]
- 1922年（大正11年）9月11日 - 従四位[6]
- 1925年（大正14年）1月21日 - 正四位[7]

勲章等
- 1940年（昭和15年）8月15日 - 紀元二千六百年祝典記念章[8]